# 売上高
売上高（うりあげだか、英: net salesあるいはamount of sales、大抵は略してsales）とは、商品やサービスを販売することにより得た金額（お金の総計額）。会計用語としては、あくまで本業による収益のこと。（それに対して、恒常的に発生しないもの、つまり本業ではない活動で得られた収益、については営業外収益と呼び、売上高とは区別する）。
日常生活では、しばしばあまり厳密に考えず、略して売上（うりあげ、英: sales）ともいう。だが、厳密な会計用語（簿記用語）としては「売上高」と「売上」はしっかり区別されているので、本項では両者について解説をする。

## 概説
売上（英:sales）（あるいは「売上高」とも）とは、企業会計で用いられる用語・概念で、収益の分類のひとつで、当該企業の本業によって得た収益のことである。例えば、本業の商品やサービスによる収益のこと。  
「売上」は「営業外収益」と区別・対置されうる。
なお経理業務用語、簿記用語としては、日々記録する簿記の勘定科目としては「売上」を用い、年度末に作成する決算書では「売上高」という用語を用い、比較的しっかりと区別していることも多い。「売上高」は、損益計算書上は営業収益に分類され計上される。
その意味では「売上高」（英:net sales）のほうは、ある一定期間における売上の総額である。例えば、一会計年度（や四半期）に計上された、個々の売上を全て足し合わせた金額である。
ただし、「売上」と「売上高」は、経理、簿記の領域では厳密に言えば上述のように区別されていることもあるものの、もともと両者は近接する概念であるので、それ以外の分野では、また日常的には、しばしば両者はあまり区別されずに用いられることも多い。「売上」という表現で総額を指している場合もあれば、また「売上高」という表現で個々の売上の「金額」を指していること（金額に意識を向けているつもりの用法）も多い。
なお、業種によっては「売上」の代わりに特有の科目（勘定科目名）を用いる場合もある（建設業の「完成工事高」など）。
なお、「売上（売上高）」の概念はしばしば業種ごとに異なっている。どのような状態で「売上」として計上するか、どのような状態を売上と見なして帳簿類や各種文書に掲載するかということが、業界によって異なる傾向があるのである。多くの業界では《実現主義》が採用されていて、「収益」が生じたと見なせるようになった段階で売上に計上している（してしまっている）。
（個々の売上は基本的には、個々の「販売」行為が成立したと見なした時点で（あるいは売買契約が成立したと見なした時点で）計上している。だが、この方式では容易に粉飾決算を行うことができてしまうし、また将来 様々な危険も生じうる。（例えば、「売上を計上」し帳簿上は良い数字が表示され関係者に安心感や期待を抱かせるものの、実際にはその後に取引先が倒産するなどして、その数字の額がまったく現金として入ってこず、「売上の計上」がかえって関係者を混乱に陥らせるということが起きうる。） 「実現主義」のそうした負の側面に配慮し、《現金主義》、つまり現金の受け渡しが起きてはじめて収益（売上）と見なすという方式を採用している業界もある。
→#計上基準も参照。
なお、経営の健全性や不健全性を判定する上で若干注意を要することは、売上高（売上の総額、表面的な数字）が必ずしも判断材料とはならない、ということである。
ある企業の売上総額が、ある年に小さくなっていても、利益率の低い商品を扱うのを止めて、売上高が減ってもかえって利益額が増える方法を採用している場合もあるのである。
また、広く採用されている「実現主義」では、実際に代金が支払われる前に、「売上」は生じたこととして帳簿に記録される。たとえば「ある商品（サービス）の売上を計上したが、実際にその代金が支払われたのは4か月後であった。」などということは企業と企業の取引ではごく一般的である（場合によっては「半年後」や「数年後」などということも）。（簿記的には、「売上」という勘定科目にその金額を記録すると同時に、同額を「売掛金」という勘定科目にも記録することになる。）売上高は十分にあっても、現金が入らず倒産してしまう（黒字倒産）ということは起きうる。その意味でも「売上高」は、そのままで経営状態の判断材料となりはしない。「売上高」は判断材料のごくごく一部に過ぎず、むしろ他の様々な経営指標やキャッシュフローなどを総合的に判断すべきなのである。
なお個々の売上の金額は、個々の販売（あるいは売買契約の成立）によって決まった、財または役務についての価格である。
赤字ではないという前提であれば、利益高が高い会社よりもある一定の売上規模を持っている会社のほうが資金調達力が強いため、利益高よりも売上高の方が重要な指標である。

## 商品売買の記帳方法
商品売買の記帳方法には、分記法、総記法、分割法の3つがある。
分記法
商品の仕入時に商品勘定の借方に仕入原価で記入し、商品の販売時に商品勘定の貸方に売り上げた商品の仕入原価を、売価と仕入原価の差額を商品販売益勘定の貸方に記入する方法。分記法による場合、決算整理仕訳を行う必要がない。
総記法
商品の仕入、販売を商品勘定だけで記入する方法。（決算時にのみ、商品販売益勘定も使用する） 商品を仕入れたときは、商品勘定の借方に仕入原価で記入し、商品を販売したときは、商品勘定の貸方に売価で記述する方法。
決算整理までは商品売買を繰り返すごとに商品勘定の貸方がふくらんでいくのが特徴。総記法の総記とは売上原価と売上総利益を商品勘定の中に総記するという事である。
決算時に商品勘定の貸方合計から売上総利益だけを商品販売益に振り替える。
(借方)商品xx(貸方)商品売買益xx　･･売上総利益
この一本の仕訳をすることで利益が確定し、それと同時に商品勘定の残高が借方に逆転するかゼロになり、どんな場合でも貸方残高となることはない。商品売買益勘定の出現により売上総利益が確定し、それと同時にこの商品勘定の借方残高が期末商品棚卸高と一致する。
分割法
分割法には以下の4つがある。
1. 三分法（三分割法）
商品取引を仕入勘定（費用）、売上勘定（収益）、繰越商品勘定（資産）の3つの勘定に分けて記入する方法。
2. 五分法
三分法の3勘定に加えて「仕入値引・戻し」勘定と「売上値引・戻り」勘定を用いて記述する方法。
3. 七分法
五分法の「仕入値引・戻し」勘定を仕入値引・割戻勘定と仕入戻し勘定に、「売上値引・戻り」勘定を売上値引・割戻勘定と売上戻り勘定に分割して記述する方法。（「仕入」「売上」「繰越商品」「仕入戻し」「仕入値引・割戻」「売上戻り」「売上値引・割戻」勘定を使用する）
4. 九分法
七分法の「仕入値引・割戻」勘定を仕入値引勘定と仕入割戻勘定に、「売上値引・割戻」勘定を売上値引勘定と売上割戻勘定とに分割して記述する方法。（「仕入」「売上」「繰越商品」「仕入戻し」「仕入値引」「仕入割戻」「売上戻り」「売上値引」「売上割戻」勘定を使用する）

従って、売上勘定を使用するのは分割法のみである。

## 計上基準
商品は販売基準で売上を計上する。販売基準には出荷基準と引渡基準と検収基準がある。2021年度4月より新収益認識基準が適用され、全国で統一された。
- 出荷基準
商品を倉庫から出したとき、トラックなどに積み込んだときに計上する方法。

他の計上基準と比べ最も早期に売上を認識することになり、IFRSでは認められていない。
- 引渡基準
得意先の指定する場所に搬入したときなどに計上する方法。
- 検収基準
得意先が検収した日に計上する方法。
その他、検針基準、取付完了基準などがある。